# Dores do Turvo
Dores do Turvo är en kommun i Brasilien.   Den ligger i delstaten Minas Gerais, i den sydöstra delen av landet, 800 km sydost om huvudstaden Brasília. Antalet invånare är 4 439.
Omgivningarna runt Dores do Turvo är huvudsakligen savann. Runt Dores do Turvo är det glesbefolkat, med 19 invånare per kvadratkilometer.